# Vicky Gómez
 Victoria Leonor Gómez Alonso (Salamanca, España, 17 de septiembre de 1988) es una bailarina y coreógrafa española. 
Conocida por haber sido ganadora de la primera edición de Fama, ¡a bailar! y profesora de la Academia de Operación Triunfo en 2017, 2018, 2020 y 2023.

## Biografía
Nació en el Barrio Garrido, Salamanca, siendo la hermana pequeña de Raquel, Nuria y Sonia. A los cuatro años de edad comenzó a bailar junto a su hermana Raquel y desde entonces, compaginó los estudios con el baile.
Estudió en el colegio Santa Teresa y en el instituto Mateo Hernández. A los quince años hizo las pruebas del Conservatorio Profesional de Danza Clásica de Madrid y se instaló en la capital, aunque los fines de semana vuelve a Salamanca para impartir clases de Funky en la escuela de baile de sus hermanas 'Escuela de Baile Raquel Gómez'. Al finalizar bachillerato, se matriculó en la Universidad para realizar estudios de Nutrición y Dietética, estudios que compaginó con sus clases en el conservatorio de Danza Clásica y otras de Funky, Hip-Hop, Flamenco, etc.
En verano de 2007 viajó a New York y Los Ángeles, para recibir clases de los mejores coreógrafos en las escuelas Millennium Dance Complex y Brodway Dance Center. A su vuelta se volcó totalmente en el baile. A finales de 2007 entró en el concurso de baile Fama, ¡a bailar!. Cuatro meses después se proclamó ganadora del concurso, yéndose posteriormente de gira con parte de los otros compañeros.
Tras la gira empezó un nuevo curso impartiendo clases de Jazz-Funky/HipHop en las escuelas Performance Academy y Escuela de baile Teatro Calderón de Madrid, durante el primer trimestre. El 9 de febrero de 2009 fue a Los Ángeles durante dos meses para seguir formándose como bailarina en escuelas como Millenium Dance Complex y Debbie Reynolds, y visitó posteriormente Londres con motivo de un nuevo proyecto de televisión como presentadora, Staraoke, de Cartoon Network.
El 4 de mayo de 2009 volvió al concurso de Fama, ¡a bailar!, en un especial en el que se reunieron algunos de los bailarines de diferentes ediciones. Formó el grupo Just Dance junto a otros compañeros y permanecieron hasta la final del día 10 de julio, siendo el único grupo que no sufrió cambios.
En abril de 2010 volvió a Los Ángeles, durante un mes para continuar allí su formación, de donde regresó para comenzar los ensayos de la Gira de Fama 2010 como coreógrafa y bailarina. Durante el verano, compaginó actuaciones con varios cursos y campus de baile en Madrid, Barcelona y Salamanca.
En noviembre de 2010 participó en la Gala de los Premios EMA (European Music Awards) que la MTV realiza en Madrid, y en ese mismo mes en My Camp Rock 2, como bailarina en ambos programas.
Durante el último trimestre del año impartió clases de Hip Hop en la Academia Performance, Centro de arte EDA, Escuela EDAE y el Centro Karen Taft. Las clases quedaron interrumpidas en enero cuando se trasladó a Barcelona para ensayar junto al grupo de la coreógrafa, Maribel del Pino su actuación en el SNAP Festival.
A principios de 2011 se estrenó junto a su grupo Check It Out, "Love is the answer" en el Teatro Regio de Almansa, y programaron una serie de actuaciones y workshop en diferentes ciudades de España, para los próximos meses. Un mes después, realizó un casting en París para el programa The X Factor, en su versión francesa y es seleccionada para participar como bailarina en una de sus galas.
Desde octubre de 2011 forma parte del cuerpo de baile de Tu cara me suena. Días después participa en la grabación de "Quédate Conmigo" de Pastora Soler. En 2012 participó como bailarina en El número uno.
En octubre de 2017 se incorpora al cuerpo del profesorado de Operación Triunfo 2017 como coreógrafa y profesora de baile.

## Trayectoria

### Programas de televisión
- Fama, ¡a bailar! - Concursante (2008)
- Fama School - Juez (2008)
- Zona Cuatro - Colaboradora (2008)
- Staraoke - Presentadora (2009)
- My Camp Rock - Bailarina (2010)
- MTV EMA Awards - Bailarina (2010)
- The X Factor - Bailarina (2011)
- Tu cara me suena - Bailarina (2011-2017)
- El número Uno - Bailarina (2012)
- Tu cara me suena mini - Bailarina (2014)
- Tu cara no me suena todavía - Bailarina (2017)
- Operación Triunfo - Coreógrafa y supervisora de coreografía (2017-presente)
- Bailando con las estrellas - Supervisora de coreografía (2018)
- Musical - Coreógrafa (2019)
- Eurovisión Junior - Coreógrafa (2020-2024)
- Eurovisión - Bailarina, acompañando a Melody (2025)